# Martina Anderson
Martina Anderson (Bogside, 16 aprile 1962) è una politica irlandese del Sinn Féin.
Anderson, ex membro dell'IRA, è stata condannata all'ergastolo nel 1986 per aver partecipato a un attentato dinamitardo, ma è stata rilasciata in seguito all'amnistia dell'Accordo del Venerdì Santo. Da allora è stata impegnata nel Sinn Féin ed è stata membro dell'Assemblea dell'Irlanda del Nord dal 2007 al 2012. È stata europarlamentare per tre legislature consecutive fino al 2020.

## Biografia
Nata il 16 aprile 1962 nel villaggio di Bogside vicino a Derry,  ha sei sorelle e tre fratelli, uno dei quali, Peter, è un ex consigliere dello Sinn Féin, e sua nipote è l'ex senatore irlandese ed ex parlamentare di Foyle Elisha McCallion. Frequenta la St Cecilia's Secondary School a Derry.

## Attività dell'IRA
Anderson è stata arrestata all'età di 18 anni mentre usciva da un negozio di mobili a Derry e accusata di possesso di un'arma da fuoco e di aver provocato un'esplosione. È stata rilasciata su cauzione dopo aver trascorso due mesi nella prigione femminile di Armagh ed è fuggita oltre il confine a Buncrana, nella contea di Donegal.
Anderson fu nuovamente arrestata il 24 giugno 1985 in un appartamento a Glasgow con altri quattro membri dell'IRA tra cui l'attentatore di Brighton Patrick Magee. L'11 giugno 1986, tutti e cinque furono condannati per aver cospirato per provocare esplosioni in Inghilterra, sebbene Magee fosse l'unica persona condannata in relazione all'attentato all'hotel Brighton.
Nel 1989, Anderson sposò il compagno di prigionia e membro dell'IRA Paul Kavanagh nella prigione di Full Sutton. Nel 1993, era una delle sole due donne prigioniere di categoria A in Inghilterra, l'altra era la repubblicana Ella O'Dwyer.  Mentre era nella prigione di Durham, Anderson conseguì una laurea con lode in scienze sociali presso la Open University.  Nel 1994, fu trasferita da Durham alla prigione di Maghaberry nell'Irlanda del Nord. Il 10 novembre 1998, Anderson è stata rilasciata secondo i termini dell'Accordo del Venerdì Santo. 

## Carriera politica

### Europarlamentare (2012-2020)

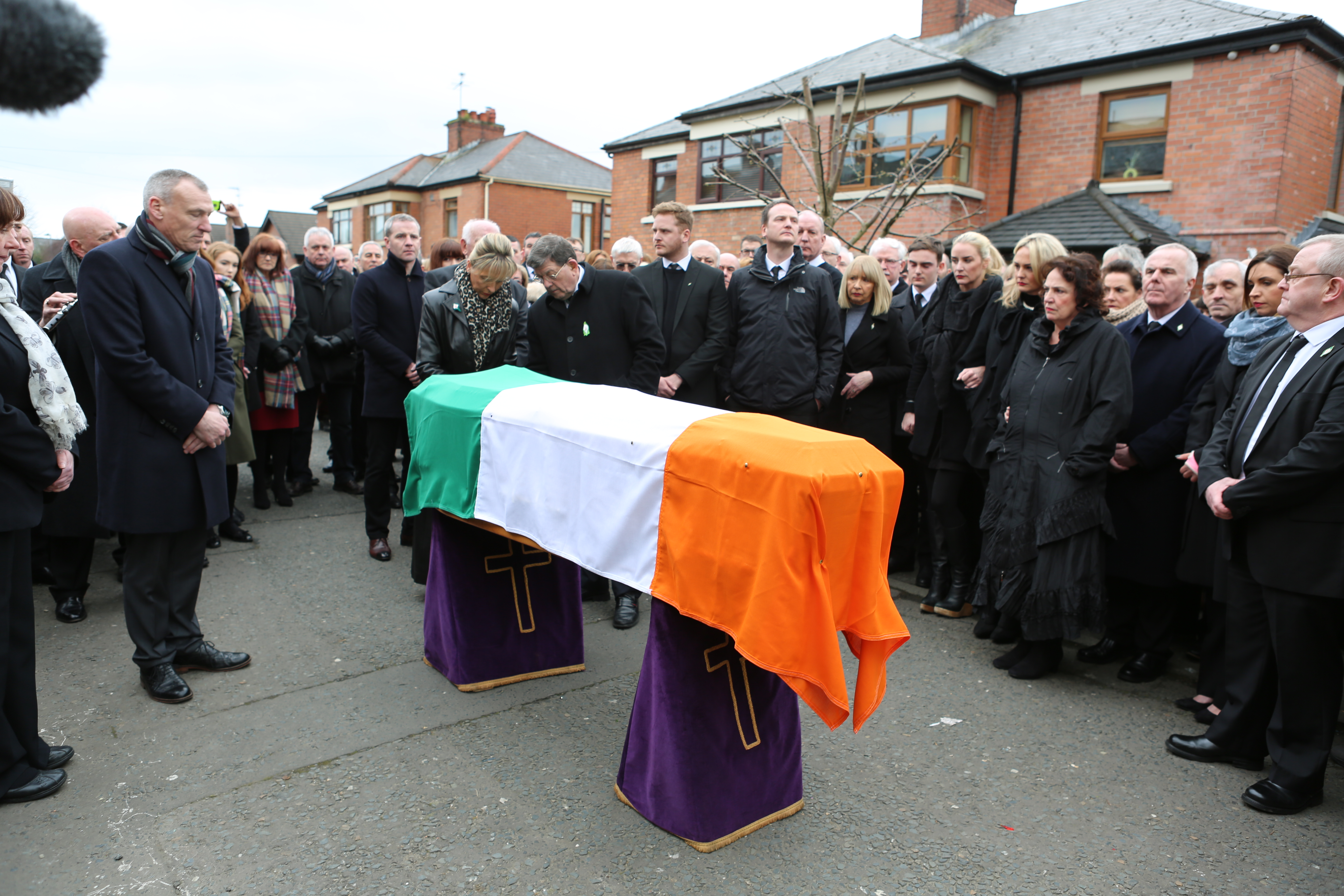
Martina Anderson e Pat Doherty posizionano la bandiera nazionale sulla bara di Martin McGuinness.

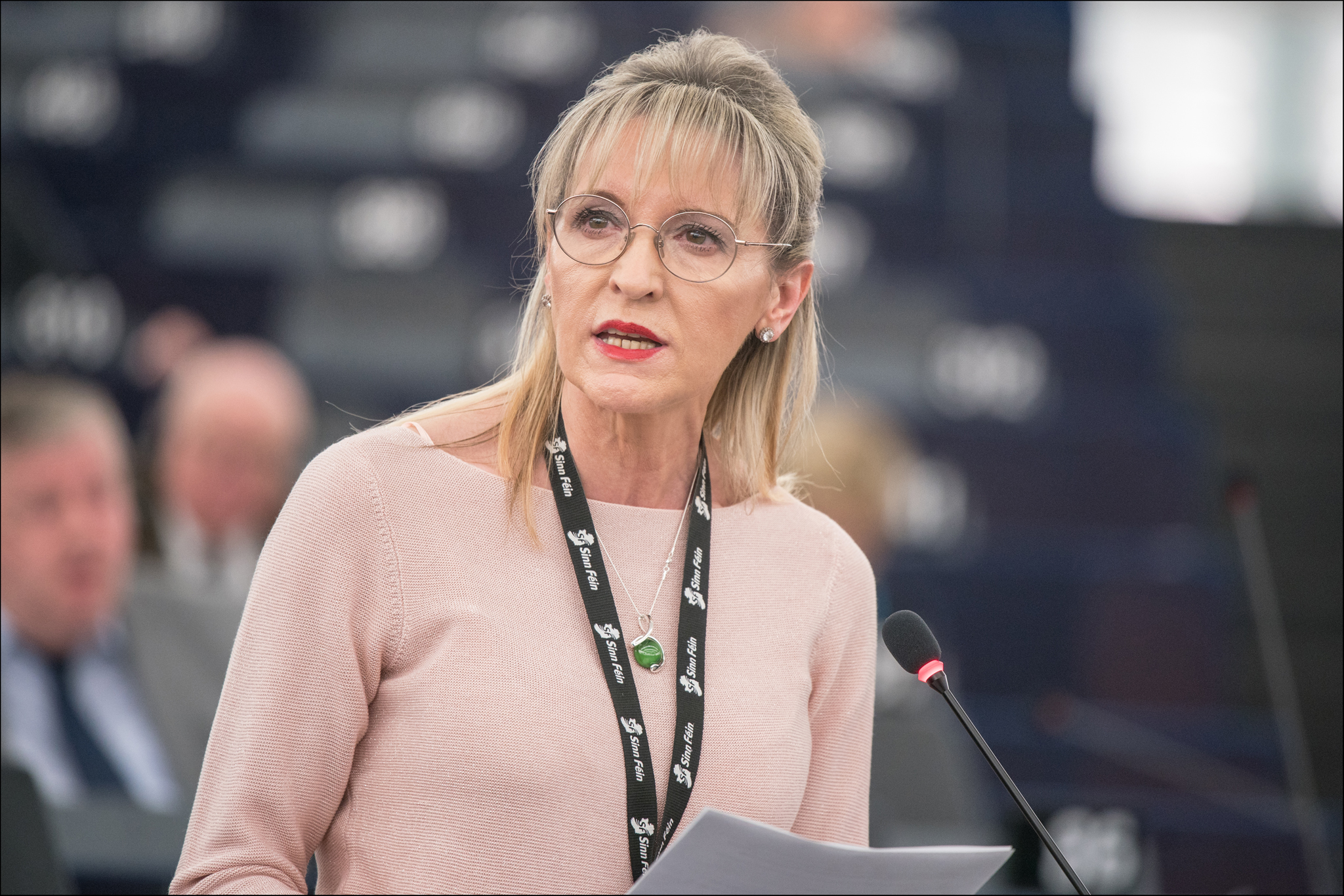
Martina Anderson nel dibattito sulla Brexit (2019).

Affiliata al gruppo confederale della Sinistra unitaria europea/Sinistra verde nordica, fa parte di varie delegazioni e commissioni, tra cui la delegazione per le relazioni con la Palestina che ha presieduto dal 13 ottobre 2014 al 29 gennaio 2017. È come presidente di questa delegazione che ha firmato un comunicato stampa, il 12 maggio 2016, sulle demolizioni e gli sfollamenti della popolazione in atto in Cisgiordania. Suggerisce di sottrarre dai fondi assegnati dall'Unione a Israele (in particolare nell'ambito di Horizon 2020) le somme corrispondenti alle infrastrutture palestinesi distrutte dall'esercito israeliano e che erano state finanziate dall'Europa.

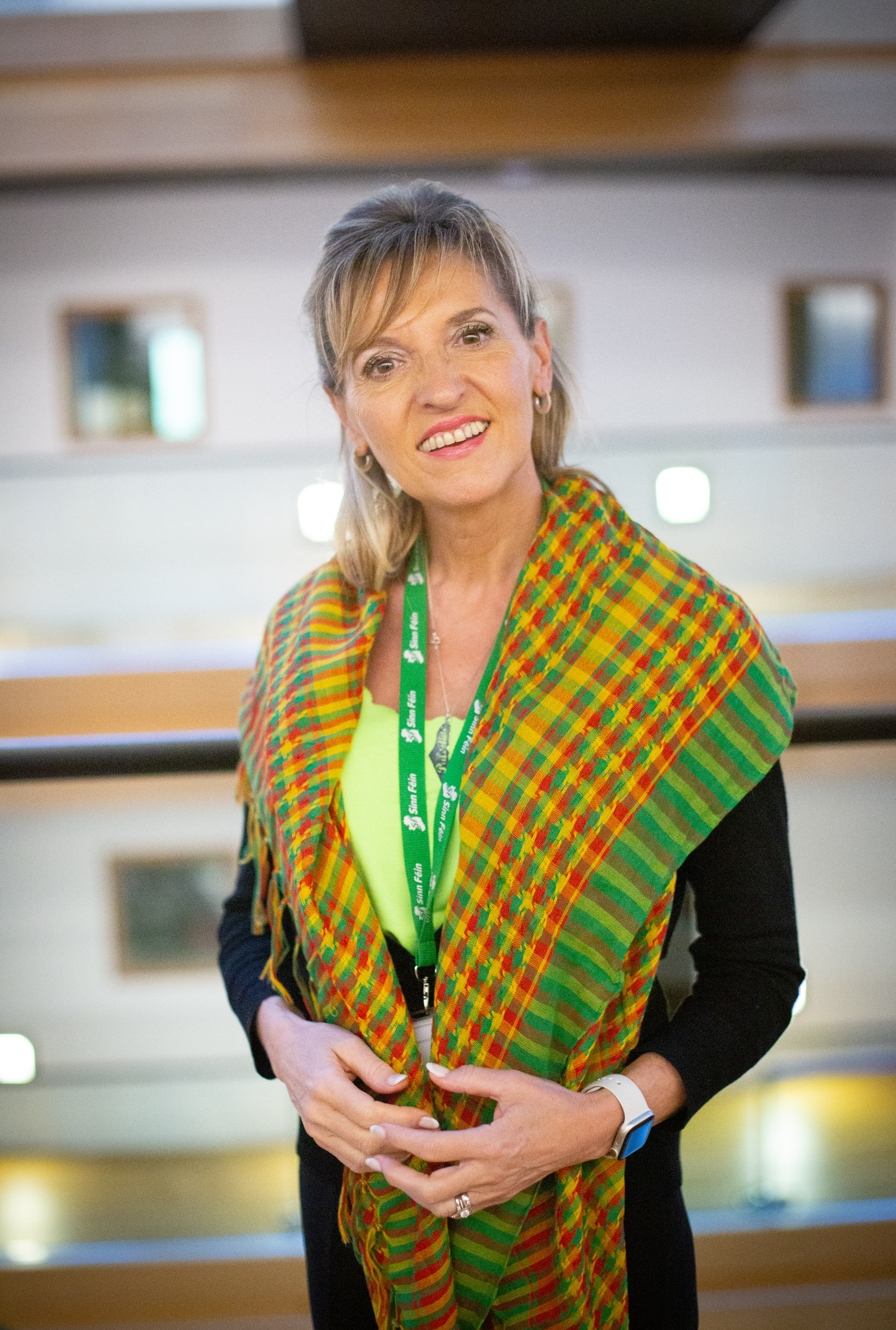
Martina Anderson

I commenti di Martina Anderson poco dopo, il 25 maggio 2016 durante una riunione di lavoro al Parlamento europeo, hanno suscitato polemiche. Mentre espone le azioni di lobbying di diversi attori, in occasione di questo incontro sul tema della salute e delle questioni igieniche a Gaza, la Anderson si è lasciata andare: Possiamo darvi un elenco di tutto ciò che abbiamo cercato di fare, gli israeliani si stanno diffondendo qui come un'eruzione cutanea. Il Presidente del Congresso ebraico europeo, Moshe Kantor chiede al presidente del Parlamento europeo, Martin Schulz di adottare misure disciplinari contro di lei: ancora una volta sentiamo dichiarazioni profondamente offensive sugli ebrei pronunciate da personaggi pubblici europei e chiediamo azioni. Ha dichiarato Kantor in una dichiarazione e ha continuato: confrontare gli israeliani, o più precisamente gli ebrei, con una malattia è un incitamento all'odio e ha le sue radici nel discorso neonazista e di estrema destra. Nell'Irish Times del 6 giugno 2016, l'eurodeputata si giustifica dicendo che usa facilmente questa metafora dell'eruzione cutanea per criticare altre azioni di lobbying, come quelle dell'industria del tabacco, ad esempio: È quello che ho usato per descrivere i lobbisti israeliani come ho descritto i lobbisti del tabacco e tutti gli altri lobbisti che ho incontrato. E sfortunatamente è stato usato come una distrazione per togliere le informazioni vitali che sono state scambiate durante quella conferenza.
Viene rieletta nelle elezioni europee del 2019, restando in carica fino al gennaio 2020, quando decade assieme a tutti gli altri eurodeputati britannici in seguito alla Brexit. Dopo che il suo seggio è stato abolito a causa della Brexit, il 10 febbraio 2020 è diventata MLA per Foyle per la seconda volta, dopo essere stata selezionata dallo Sinn Féin per sostituire Raymond McCartney.